# Хойнацкая, Ядвига
Ядвига Хойнацкая (пол. Jadwiga Chojnacka) —  польская актриса театра, кино и телевидения, театральный режиссёр.

## Биография
Ядвига Хойнацкая родилась 11 октября 1905 года в Варшаве. Дебютировала в театре в Сосновеце в 1923 году. Актриса театров в разных городах (Сосновец, Вильнюс, Варшава, Познань, Лодзь, Львов, Быдгощ, Валбжих, в 1949-1951 на сцене Современного театра в Варшаве. Выступала в спектаклях «театра телевидения» в 1961—1981 гг. Умерла 23 декабря 1992 года в Варшаве, похоронена на кладбище «Воинское Повонзки» в Варшаве.

## Избранная фильмография
- 1948 — Последний этап / Ostatni etap
- 1948 — Моё сокровище / Skarb
- 1950 — Первый старт / Pierwszy start
- 1954 — Пятеро с улицы Барской / Piątka z ulicy Barskiej
- 1955 — Часы надежды / Godziny nadziei
- 1958 — Позвоните моей жене / Co řekne žena? (Чехословакия / Польша)
- 1959 — Скандал из-за Баси / Awantura o Basię
- 1961 — Сегодня ночью погибнет город / Dziś w nocy umrze miasto
- 1961 — Приговор / Wyrok — Анеля Ковальская, соседка Целярской
- 1963 — Беспокойная племянница / Smarkula
- 1964 — Барышня в окошке / Panienka z okienka
- 1967 — Невероятные приключения Марека Пегуса / Niewiarygodne przygody Marka Piegusa — тётя Дора, сестра матери Марека
- 1967 — Упырь / Upiór — бригадирша Сугробина
- 1969 — Красное и золотое / Czerwone i złote
- 1969 — Только погибший ответит / Tylko umarły odpowie — Марианна Вятрык, соседка Домбека
- 1972 — Девушки на выданье / Dziewczyny do wzięcia
- 1972 — Коперник / Kopernik
- 1973 — Яношик / Janosik
- 1974 — Нет розы без огня / Nie ma róży bez ognia
- 1975 — История греха / Dzieje grzechu
- 1975 — Казимир Великий / Kazimierz Wielki
- 1988 — Пан Самоходик и пражские тайны / Pan Samochodzik i praskie tajemnice (Польша / Чехословакия)

## Признание
- 1947 — Государственная премия ПНР.
- 1949 — Орден «Знамя Труда» 2-й степени.
- 1955 — Офицерский крест Ордена Возрождения Польши.
- 1960 — Орден «Знамя Труда» 1-й степени.
- 1976 — Награда Министра культуры и искусства ПНР.
- 1984 — Орден Строителей Народной Польши.